# Sauropus ditassoides
Sauropus ditassoides là một loài thực vật có hoa trong họ Diệp hạ châu. Loài này được (Müll.Arg.) Airy Shaw miêu tả khoa học đầu tiên năm 1980.